# Liste der Kulturgüter in Aeschi bei Spiez
Die Liste der Kulturgüter in Aeschi bei Spiez enthält alle Objekte in der Gemeinde Aeschi bei Spiez im Kanton Bern, die gemäss der Haager Konvention zum Schutz von Kulturgut bei bewaffneten Konflikten, dem Bundesgesetz vom 20. Juni 2014 über den Schutz der Kulturgüter bei bewaffneten Konflikten sowie der Verordnung vom 29. Oktober 2014 über den Schutz der Kulturgüter bei bewaffneten Konflikten unter Schutz stehen.
Objekte der Kategorie A sind im Gemeindegebiet nicht ausgewiesen, Objekte der Kategorie B sind vollständig in der Liste enthalten, Objekte der Kategorie C fehlen zurzeit (Stand: 13. Januar 2024). Unter übrige Baudenkmäler sind geschützte Objekte zu finden, die im Bauinventar des Kantons Bern als «schützenswert» verzeichnet sind.

## Kulturgüter
| Foto |                                                                                         | Objekt                                                                                  | Kat. | Typ | Standort                                  | Beschreibung |
| ---- | --------------------------------------------------------------------------------------- | --------------------------------------------------------------------------------------- | ---- | --- | ----------------------------------------- | --- |
| ja   | Datei hochladen · Wikidata zu Reformierte Kirche mit Pfarrhaus und Ofenhaus (Q29651629) | Reformierte Kirche mit Pfarrhaus, Ofenhaus und zwei benachbarten Häusern KGS-Nr.: 00590 | B    | G   | Hondrichstrasse 1, 1a, 1b 619574 / 167658 | Kirchengebäude aus dem 10. oder 11. Jahrhundert mit Chor aus dem frühen 14. Jahrhundert und Kirchturm von 1488. Im Innern romanischer Taufstein, Wandmalereien aus dem 14. Jahrhundert sowie Chorgestühl von 1513 und 1610. In derselben Baugruppe Ofenhaus von 1766 und stattliches Pfarrhaus von 1764–1766. |

## Übrige Baudenkmäler
Hinweis: Anstelle der KGS-Nummer wird als Objekt-Identifikator (ID) die Grundstücksnummer verwendet.
| ID   | Foto |                 | Objekt                                                     | Typ | Standort                                     | Beschreibung |
| ---- | ---- | --------------- | ---------------------------------------------------------- | --- | -------------------------------------------- | ------------ |
| 9    | BW   | Datei hochladen | Käsespeicher (1790)                                        | G   | Suldstrasse 495 624989 / 163472              |              |
| 74   | BW   | Datei hochladen | Ehemaliges Bauernhaus (1747)                               | G   | Suldhaltenstrasse 22 619831 / 165814         |              |
| 97   | BW   | Datei hochladen | Ehemaliges Bauernhaus (1776)                               | G   | Mülenen, Am Mülenenstutz 2 619557 / 165404   |              |
| 107  | BW   | Datei hochladen | Dorfbrunnen (1865)                                         | K   | Scheidgasse N.N. 619742 / 167488             |              |
| 107  | BW   | Datei hochladen | Gemeindeverwaltung (1840)                                  | G   | Scheidgasse 2 619748 / 167477                |              |
| 130  | ja   | Datei hochladen | Ehemaliges Bauernhaus (1774)                               | G   | Suldhaltenstrasse 33 620136 / 165552         |              |
| 135  | BW   | Datei hochladen | Bauernhaus (1804)                                          | G   | Sandgrubenstrasse 2 620286 / 166400          |              |
| 146  | BW   | Datei hochladen | Villa Stampbach (1897)                                     | G   | Alleestrasse 32 620088 / 167577              |              |
| 150  | BW   | Datei hochladen | Doppelspeicher (1784)                                      | G   | Scheidgasse 39c 620016 / 167091              |              |
| 190  | BW   | Datei hochladen | Ehemaliges Bauernhaus (1650)                               | G   | Scheidgasse 5 619821 / 167416                |              |
| 202  | BW   | Datei hochladen | Ehemaliges Bauernhaus (1671)                               | G   | Dorfstrasse 15 619636 / 167629               |              |
| 220  | BW   | Datei hochladen | Bauernhaus (1905)                                          | G   | Badgasse 1 618688 / 166937                   |              |
| 244  | BW   | Datei hochladen | Ehemaliges Bauernhaus (1. Hälfte 17. Jh.)                  | G   | Scheidgasse 1 619782 / 167454                |              |
| 247  | BW   | Datei hochladen | Ehemaliges Bauernhaus (1783)                               | G   | Sandgrubenstrasse 4 620276 / 166357          |              |
| 280  | BW   | Datei hochladen | Speicher (1727)                                            | G   | Suldhaltenstrasse 12e 619832 / 166733        |              |
| 284  | BW   | Datei hochladen | Fleischräucherei (2. Hälfte 19. Jh.)                       | G   | Suldhaltenstrasse 18a 619879 / 166064        |              |
| 284  | BW   | Datei hochladen | Bauernhaus (1773)                                          | G   | Suldhaltenstrasse 27 619912 / 166024         |              |
| 285  | BW   | Datei hochladen | Ehemaliges Bauernhaus (1624)                               | G   | Suldhaltenstrasse 25 620106 / 166133         |              |
| 298  | BW   | Datei hochladen | Bauernhaus (16./17. Jh.)                                   | G   | Niederdorfstrasse 7 619335 / 167689          |              |
| 350  | BW   | Datei hochladen | Ehemaliges Doktorhaus und Pension (2. Hälfte 19. Jh.)      | G   | Mülenen, Frutigenstrasse 23 619525 / 165470  |              |
| 362  | BW   | Datei hochladen | Ehemaliges Bauernhaus (1732)                               | G   | Alleestrasse 5 619879 / 167595               |              |
| 401  | BW   | Datei hochladen | Ehemaliges Bauernhaus (1639)                               | G   | Stygengasse 1 619640 / 167274                |              |
| 427  | BW   | Datei hochladen | Bauernhaus (1666)                                          | G   | Hundbühlstrasse 4 619566 / 166393            |              |
| 435  | BW   | Datei hochladen | Bauernhaus (1813)                                          | G   | Auf der Mauer 6 619544 / 166800              |              |
| 487  | BW   | Datei hochladen | Käsespeicher (1761)                                        | G   | Suldhaltenstrasse 8a 619775 / 166837         |              |
| 552  | BW   | Datei hochladen | Speicher (1747)                                            | G   | Scheidmattenstrasse 20a 622406 / 165458      |              |
| 566  | BW   | Datei hochladen | Gasthof Rössli (1811)                                      | G   | Frutigenstrasse 16 618738 / 167123           |              |
| 578  | BW   | Datei hochladen | Bauernhaus (1754)                                          | G   | Emdtalstrasse 3 618943 / 167209              |              |
| 633  | BW   | Datei hochladen | Ehemalige Pension (um 1890)                                | G   | Zwygartenstrasse 7 620261 / 167566           |              |
| 643  | BW   | Datei hochladen | Ehemalige Trinkhalle (1889)                                | G   | Heustrichstrasse 2a 618739 / 166578          |              |
| 700  | BW   | Datei hochladen | Ehemaliges Bauernhaus (1752)                               | G   | Emdtalstrasse 22 618768 / 167115             |              |
| 738  | ja   | Datei hochladen | Stationsgebäude und Bahntrassee der Niesenbahn (1907–1910) | G   | Mülenen, Heustrichstrasse 12 619264 / 165383 |              |
| 785  | BW   | Datei hochladen | Bauernhaus (1739)                                          | G   | Aeschiriedstrasse 13 620527 / 166612         |              |
| 785  | BW   | Datei hochladen | Doppelspeicher (1750)                                      | G   | Aeschiriedstrasse 5a 620511 / 166612         |              |
| 841  | BW   | Datei hochladen | Gasthof Sternen (1531)                                     | G   | Dorfstrasse 12 619656 / 167633               |              |
| 926  | BW   | Datei hochladen | Speicher (1697)                                            | G   | Emdtalstrasse 18b 618809 / 167221            |              |
| 1071 | BW   | Datei hochladen | Ehemaliger Speicher (1738)                                 | G   | Suldhaltenstrasse 15 620039 / 166536         |              |
| 1163 | BW   | Datei hochladen | Ehemalige Posthalterei (1842)                              | G   | Emdtalstrasse 20 618733 / 167182             |              |
| 1368 | BW   | Datei hochladen | Ehemaliges Bauernhaus (1621)                               | G   | Allmigässli 7 621967 / 166028                |              |
| 1368 | BW   | Datei hochladen | Speicher (1753)                                            | G   | Allmigässli 7a 621950 / 166029               |              |
| 1387 | BW   | Datei hochladen | Speicher (1772)                                            | G   | Sandgrubenstrasse 2a 620319 / 166420         |              |